# 新中国連邦
新中国連邦(New Federal State of China)は、郭文貴とスティーブン・バノンによって設立されたアメリカ合衆国のニューヨーク市に拠点を置く政治団体。 中国共産党（中華人民共和国）の打倒を標榜しており、自身を中国の政党であり、亡命政府であると主張している。 下部組織にヒマラヤ監督機構と呼ばれるNGOを持つ。
日本ではヒマラヤ東京桜グループ（Himalaya Sakura Group）、オーストラリアではヒマラヤオーストラリア（Himalaya Australia）、ニュージーランドではヒマラヤニュージーランド（Himalaya New Zeland）、英国ではヒマラヤUK（Himalaya UK）という名前で活動している。 中華人民共和国政府に対する抗議活動に関与しており、米国におけるスティーブン・バノンの逮捕への反対、オーストラリアにおける新型コロナウイルスの起源と治療についての陰謀論の流布などの活動を行っている。

## 設立と組織
元は爆料革命として知られる内部告発者と称するグループから改名した。バノンと郭によって新中国連邦と名付けられ、もっとも影響力のある郭文貴の支持者、アメリカ在住中国人YouTuberの路徳から援助されている。
設立の発表は、ニューヨークを含む米国の都市上空を飛行する航空機の旗によって予告され、ニューヨーク港の郭のヨットに乗って郭とバノンが出席した式典を祝った。その集会で、バノンは共産党を打倒するのをサポートすると発言した。
元中国のサッカー選手、郝海東は「新中国連邦宣言」の朗読に関与し、妻の引退したバドミントン選手イェ・ザオインも同様に関与した。別にはアメリカのヘッジファンドマネージャーのカイルバスがスポンサーとして関与した。式典は天安門事件の31周年に合わせ行われ、目的は『共産党を打倒すること』などと説明された。彼らは自身を政党と主張している。
6月3日に広報メディアのGニュースに掲載された『新中國聯宣言』
郭は運動に1億ドルを投資したと主張しており、提供の事実と資金源はFBIによる調査が行われている。
バノンは『顧問』であると自身の役割を説明した。

## 反応と分析
中国外務省のスポークスマンの耿爽は、宣言に対する質問に「茶番に対して述べる事は無い」と述べた。
ファクトチェック組織『FirstDraftNews』のアジア太平洋セクションのディレクターであるアン・クルーガーは、怪情報を多数投稿し中国共産党に不満を持つ者に陰謀論を植えつけることが彼らの戦術であるとしている。
チベット亡命政府は不承認を表明しており、協議せずに新中国連邦に一方的にチベットを含めたこと、およびダライラマや他の亡命中のチベット人に言及する際に無礼な用語を用いたことについて批判している。

## アメリカ以外の国及びインターネット
ヒマラヤ監督機構は、複数の国の政府や国民へのアピールおよび他国の政府との実際の共同作業のために作られたと主張されている。
カナダ、台湾、日本、ニュージーランド、オーストラリアなど、米国以外のいくつかの国に支部があるとしている。
オーストラリアの2020年6月10日付けのFacebookページに「中国人を解放し世界中の人々を解放するために真実を知り広めることが重要、 中共ウイルスが原因で学校に通えずオフィスで仕事が出来ない、共産党はこの惑星から駆除すべきギャング組織だ」などと投稿した。
ヒマラヤニュージーランドのウェブサイトには「真実の認識を高め、ニュージーランド内の左寄りの主流メディアとNGOに対抗する事が目的」と記されている。
YouTubeチャンネルのHimalayaUKは、「GuoLibrary」の一部。 最初に公開されたビデオは2020年8月7日。2020年11月2日現在のチャンネル登録者は1,200人、一つあたりの視聴回数は概ね100回未満となっている。

### 日本での活動
2020年8月29日に東京の銀座でと大阪で同時デモを行う。『新中国連邦=中国人のノアの方舟』等と書かれたアドトラックが確認されている。
2020年10月1日に新中国連邦の東京桜グループが再度100人以上規模のデモを銀座で行なった。
2020年11月6日、「連新社」アカウントで、YouTubeに「バイデンは認知症でなかった！！正直に「我々はアメリカ政治史上最大の包括的な不正投票組織を持っている」と選挙演説で自慢気に口走っていた。」というタイトルの動画をアップロードし、バイデンの発言に嘘の字幕を乗せ宣伝した。
2020年11月29日、東京で「トランプ大統領再選支持デモ」が行われた。新中国連邦の国旗を持った団体を「連新社」が取材しYouTubeで動画をアップロードした。なお、「連新社」は「日本喜马拉雅联盟 Japan Himalaya League」と同じロゴを使っており、同一団体あるいは下部団体である。また、連新社のリポーターの発言もかなり問題があり、「この大統領選挙に不正があると思いますか」の問いに「大ありです」と答えたら「あ～そうですよね」と相槌を打ち(0:10)、「善と悪の戦いですから」と参加者が発言すると「はい、さようでございます」等と発言している(18:39)。
「Himalaya Kyoto Fujikai」のサイト内に「トランプ大統領支持グループ」の項目が存在するなど、共和党を応援する団体である。
「大阪方舟农场」というTwitterアカウントや、アドトラックの文言から華人キリスト教徒が関わっていると推測されている。「方舟」はノアの箱舟から、「农场」はファームと翻訳される下部組織の名称である。

## 活動
2020年7月下旬、米国政府によるヒューストンの中国領事館の強制閉鎖中に、中国共産党を批判する抗議者が新中国連邦の旗を掲げて領事館の外に集まった。
2020年8月、新中国連邦の支持者はバノンの逮捕に抗議した。
パンデミックの間、コロナウイルスに関する誤った情報を広めたとして非難された。少なくとも35,000冊のパンフレットが印刷され、その多くは、ウイルスが中国共産党政府によって開発された生物兵器で（ウイルス学者、閻麗夢により発信）、効果的な治療法としてヒドロキシクロロキンの投与を主張していて、オーストラリア中にビラがばら撒かれた。カナダでコロナウイルスに関する偽情報を広めていて、中国反体派の人を「スパイ」と罵った事を非難されている。
米国大統領候補者のジョー・バイデンの息子、ハンター・バイデンが中国やウクライナの取引に関する話の拡散に深く関わった。また、『性的虐待の証拠映像』として、動画をネットでばら撒いたが、何千万回も視聴されたそのビデオは、本物であると断定できる物ではなかった。 アメリカ在住の華人ユーチューバー路徳は、2020年9月下旬に20万人のチャンネル登録者を持つ『路德社LUDE Media』内で最初に動画を投稿した。その後、郭文貴のメディア、GTV Media Group、GNewsで拡散された。

### 内部対立
オーストラリアの人権擁護活動家の中国人移民ジョン・パンは、18人の中国の反体制派メンバーの一員として、2019年に数か月間郭と協力した。
2019年後半に幻滅してグループを去った後、郭に「共産党のスパイ」とレッテルを貼られる。2020年10月には、新中国連邦とヒマラヤオーストラリアのロゴを掲げた団体が「共産党のスパイをオーストラリアから追い出せ！」 と家の外で唱えた。
郭は『殺害リスト』を公開する事でパンと他の約10人の中国の反体制派を脅迫し、信者に襲撃を促した。 パンとテキサスの牧師ボブ・フーは名誉毀損で郭を訴えている。

## ヒマラヤ農場
ヒマラヤ農場(Himaraya Farms)と呼ばれている組織。
下部団体、二次組織、出張所辺りの訳が適切だと思われる。
| ヒマラヤ農場名               | 所在国           | 都市         |
| ---------------------------- | ---------------- | ------------ |
| Himalaya Connecticut PANGU   | アメリカ         | コネチカット |
| Himalaya Washington DC       | アメリカ         | ワシントンDC |
| Himalaya New York MOS        | アメリカ         | ニューヨーク |
| Himalaya Toronto Maple Leaf  | カナダ           | トロント     |
| Himalaya Vancouver GFARM     | カナダ           | バンクーバー |
| Himalaya Sydney AOXI         | オーストラリア   | シドニー     |
| Himalaya Melbourne Athena    | オーストラリア   | メルボルン   |
| Himalaya AKL Eden Domain     | ニュージーランド | オークランド |
| Himalaya London Royal Club   | イギリス         | ロンドン     |
| Himalaya Tokyo Sakura Group  | 日本             | 東京         |
| Himalaya Kyoto Fujikai       | 日本             | 京都         |
| Himalaya Osaka JHL           | 日本             | 大阪         |
| Himalaya Singapore Lion City | シンガポール     | シンガポール |
| Himalaya Seoul XIHAN         | 韓国             | ソウル       |
| Himalaya Incheon Grace       | 韓国             | 仁川         |
| Himalaya BCN JOY             | スペイン         | バルセロナ   |
| Himalaya Moscow Katyusha     | ロシア           | モスクワ     |

| 準農場名                           | 所在国   | 都市         |
| ---------------------------------- | -------- | ------------ |
| Himalaya Rome DaVinci              | イタリア | ローマ       |
| Himalaya Paris Seven Star          | フランス | パリ         |
| Himalaya Munich GANEN              | ドイツ   | ミュンヘン   |
| Himalaya New York Seven Stars Club | アメリカ | ニューヨーク |
| Himalaya Taiwan Formosa            | 台湾     | 台北         |

## 参考
- Aspinwall, Nick (2020年10月28日). “Guo Wengui Is Sending Mobs After Chinese Dissidents”. Foreign Policy.  Graham Holdings. 2021年2月21日閲覧。